# Zac Posen
Zac Posen (New York, 24 ottobre 1980) è uno stilista statunitense, di origine boema.

## Carriera
Cresciuto nel quartiere di SoHo, inizia già da giovanissimo ad interessarsi al mondo della moda, disegnando alcuni abiti per la sorella. Dopo aver abbandonato gli studi d'arte a Brooklyn viene assunto neppure ventenne alla sezione costume del Metropolitan Museum di New York. Nel 2001, ad appena 21 anni, fonda la propria casa di moda, aiutato dai genitori e dalla sorella, iniziando a vendere i propri capi ad una ristretta clientela. Nello stesso anno anche i media si accorgono delle sue creazioni, e le sue sfilate ottengono recensioni favorevoli, che nel febbraio gli fanno ottenere un intero servizio del New York Times. Il lavoro di Posen viene pubblicamente apprezzato da Yves Carcelle, presidente del gruppo LVMH, da Sidney Toledano, amministratore delegato di Christian Dior SA e da Domenico De Sole, presidente del gruppo Gucci.
In seguito al successo ottenuto, Posen apre il proprio studio a Tribeca, e continua a ricevere riconoscimenti e premi, compreso quello del Council of Fashion Designers of America nel 2004. Dopo aver disegnato un abito per Naomi Campbell, fra le sue clienti si iniziano ad annoverare personalità come Natalie Portman, Rihanna, Kate Winslet, Claire Danes, Cameron Diaz, Jennifer Lopez, Mischa Barton, Beyoncé Knowles e molte altre. Nell'aprile 2008, Posen ha creato una collezione di abbigliamento in collaborazione con Target, dal nome Zac Posen for Target, distribuita in 75 negozi in Australia.